# 拉沙佩勒欧波
拉沙佩勒欧波（法語：Lachapelle-aux-Pots，法語發音：[laʃapɛl o po]）是法国瓦兹省的一个市镇，属于博韦区。

## 地理
拉沙佩勒欧波（49°26'57"N, 1°54'9"E）面积9.85 平方千米，位于法国上法蘭西大區瓦兹省，该省份为法国北部内陆省份，北起索姆省，西接厄尔省和滨海塞纳省，南至塞纳-马恩省和瓦兹河谷省，东临埃纳省。
与拉沙佩勒欧波接壤的市镇（或旧市镇、城区）包括：布拉库尔、布赖地区奥当克、布赖地区翁、布赖地区圣欧班、圣日耳曼拉波特里、圣保罗、萨维尼。

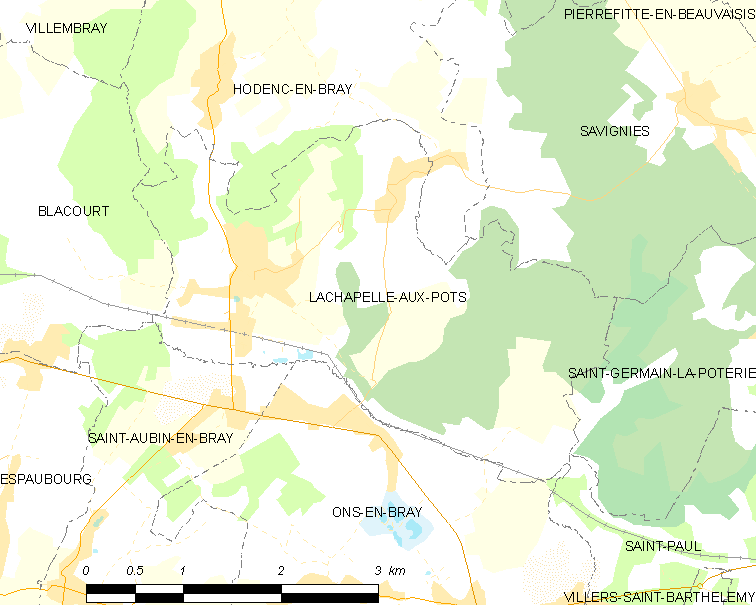
拉沙佩勒欧波的OSM定位图

拉沙佩勒欧波的时区为UTC+01:00、UTC+02:00（夏令时）。

## 行政
拉沙佩勒欧波的邮政编码为60650，INSEE市镇编码为60333。

## 政治
拉沙佩勒欧波所属的省级选区为博韦第二县。

## 人口

1962-2008年间拉沙佩勒欧波人口变化图示

拉沙佩勒欧波于2022年1月1日时的人口数量为1534人。